# Cerkiew Przemienienia Pańskiego w Moskwie (Prieobrażenskaja płoszczad′)
Cerkiew Przemienienia Pańskiego – prawosławna cerkiew w Moskwie, w rejonie Prieobrażenskoje. Należy do dekanatu Zmartwychwstania Pańskiego eparchii moskiewskiej miejskiej Rosyjskiego Kościoła Prawosławnego. Od 2015 główna świątynia rosyjskich Wojsk Lądowych.

## Historia
Pierwsza cerkiew Przemienienia Pańskiego została zbudowana w 1743 na potrzeby Preobrażeńskiego Pułku Lejb-Gwardii. Na jej miejscu wzniesiono następnie świątynię murowaną, której budowa trwała do 1781. Budowla była odtąd nieprzerwanie czynna, także w latach po rewolucji październikowej. Wobec faktu, że większość cerkwi w Moskwie została zamknięta, w świątyni Przemienienia Pańskiego regularnie służył metropolita kruticki i kołomieński Mikołaj.
Cerkiew została wysadzona w powietrze nocą z 17 na 18 lipca 1964. Oficjalnym uzasadnieniem decyzji o jej zniszczeniu były plany budowy metra.
W 1997 na miejscu zniszczonej świątyni zbudowano krzyż pamiątkowy. Następnie przystąpiono do prac nad jej odbudową na podstawie szkiców przedstawiających jej wygląd w 1883 oraz zdjęć archiwalnych. Przed rozpoczęciem prac budowlanych na miejscu zniszczonej cerkwi odnaleziono dawny krzyż ołtarzowy, serce dzwonu i inne detale ze zniszczonej w 1964 budowli. Fundacji koordynującej prace nad odbudową wspólnie przewodniczyli Swietłana Miedwiediewa i Władimir Riesin, poseł do Dumy Państwowej Federacji Rosyjskiej oraz radca patriarchy moskiewskiego i całej Rusi ds. budowlanych. Odbudowaną cerkiew wyświęcił 8 maja 2015 patriarcha moskiewski i całej Rusi Cyryl. Po odbudowie cerkiew wygląda tak, jak na przełomie XVIII i XIX w..
1 października 2015 podczas uroczystości, której przewodniczył arcybiskup istrzański Arseniusz, cerkiew została ogłoszona główną świątynią rosyjskich Wojsk Lądowych.